# Mainothrus badius
Mainothrus badius är en kvalsterart som först beskrevs av Berlese 1905.  Mainothrus badius ingår i släktet Mainothrus och familjen Trhypochthoniidae. Inga underarter finns listade i Catalogue of Life.